# Нижбірок

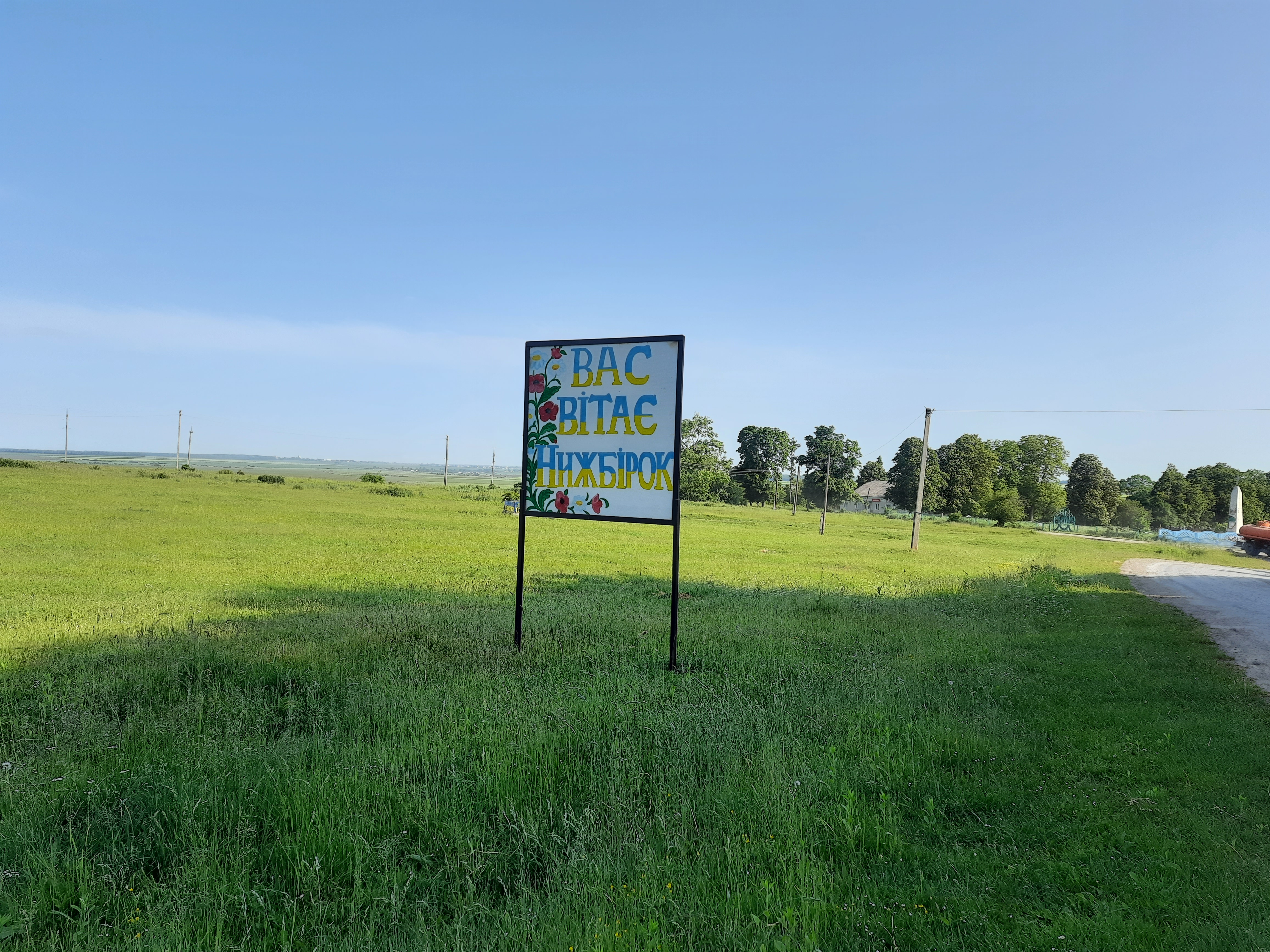
В'їзд у село

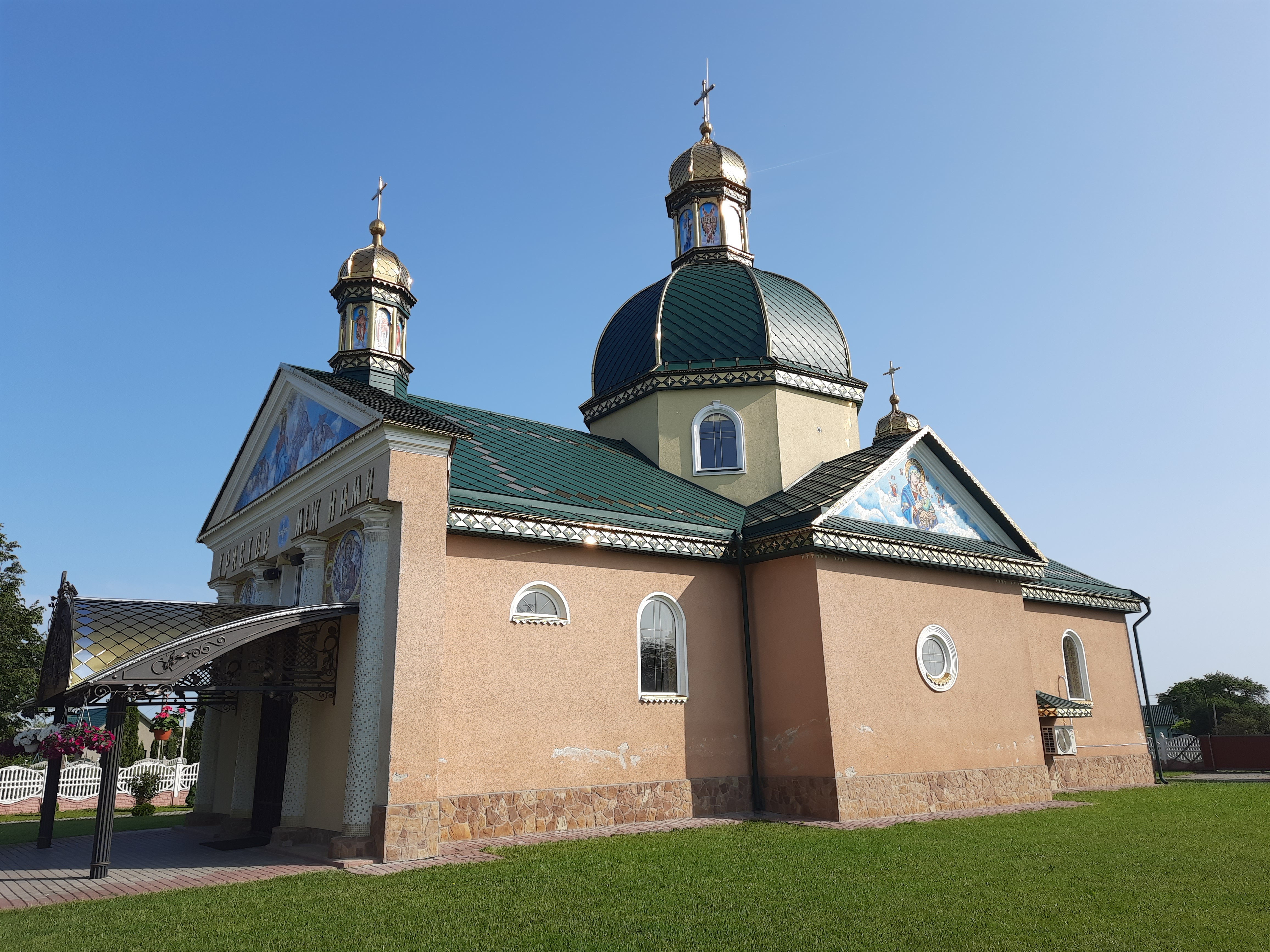
Церква Святої Трійці

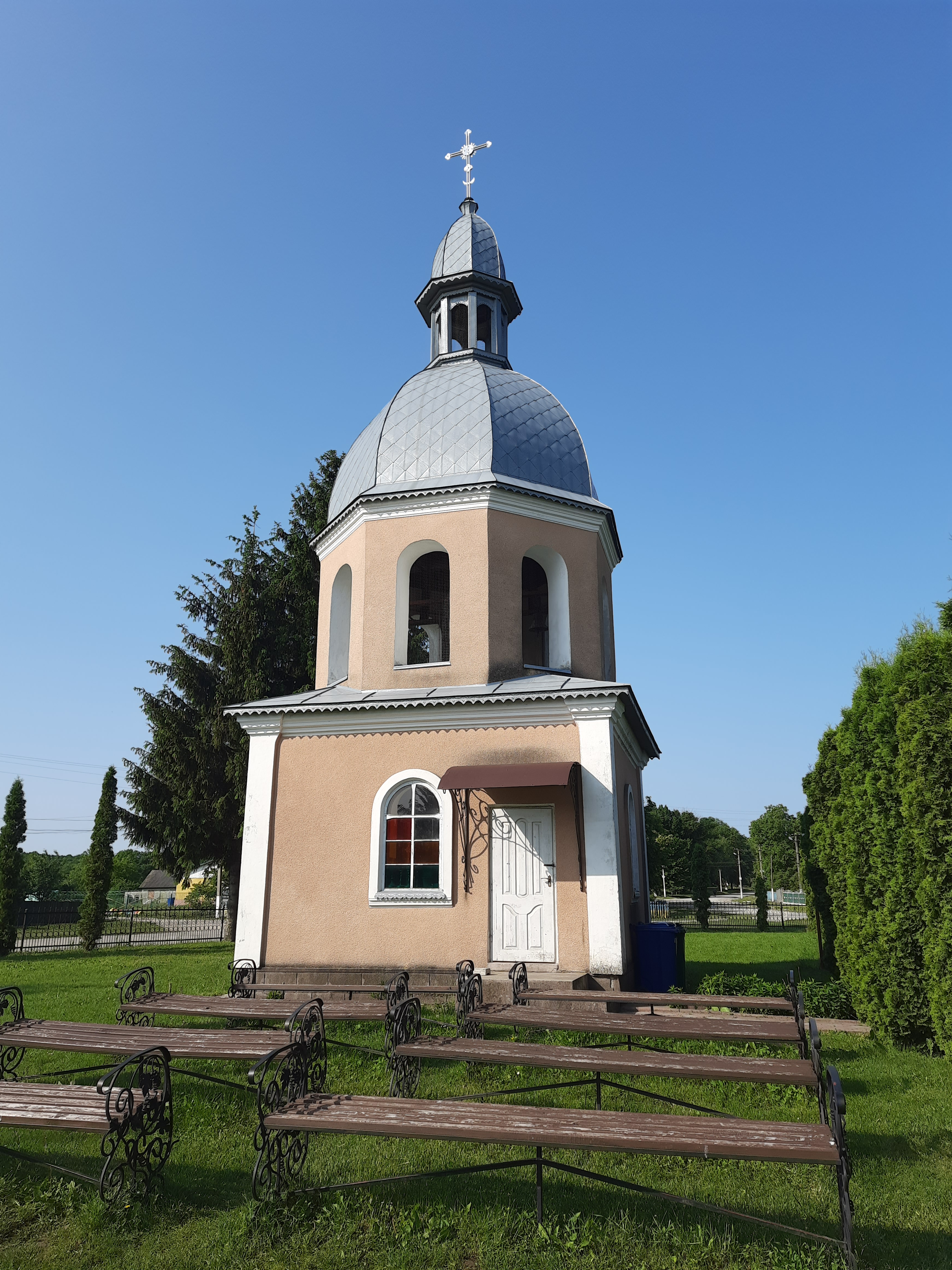
Дзвіниця Церкви Святої Трійці

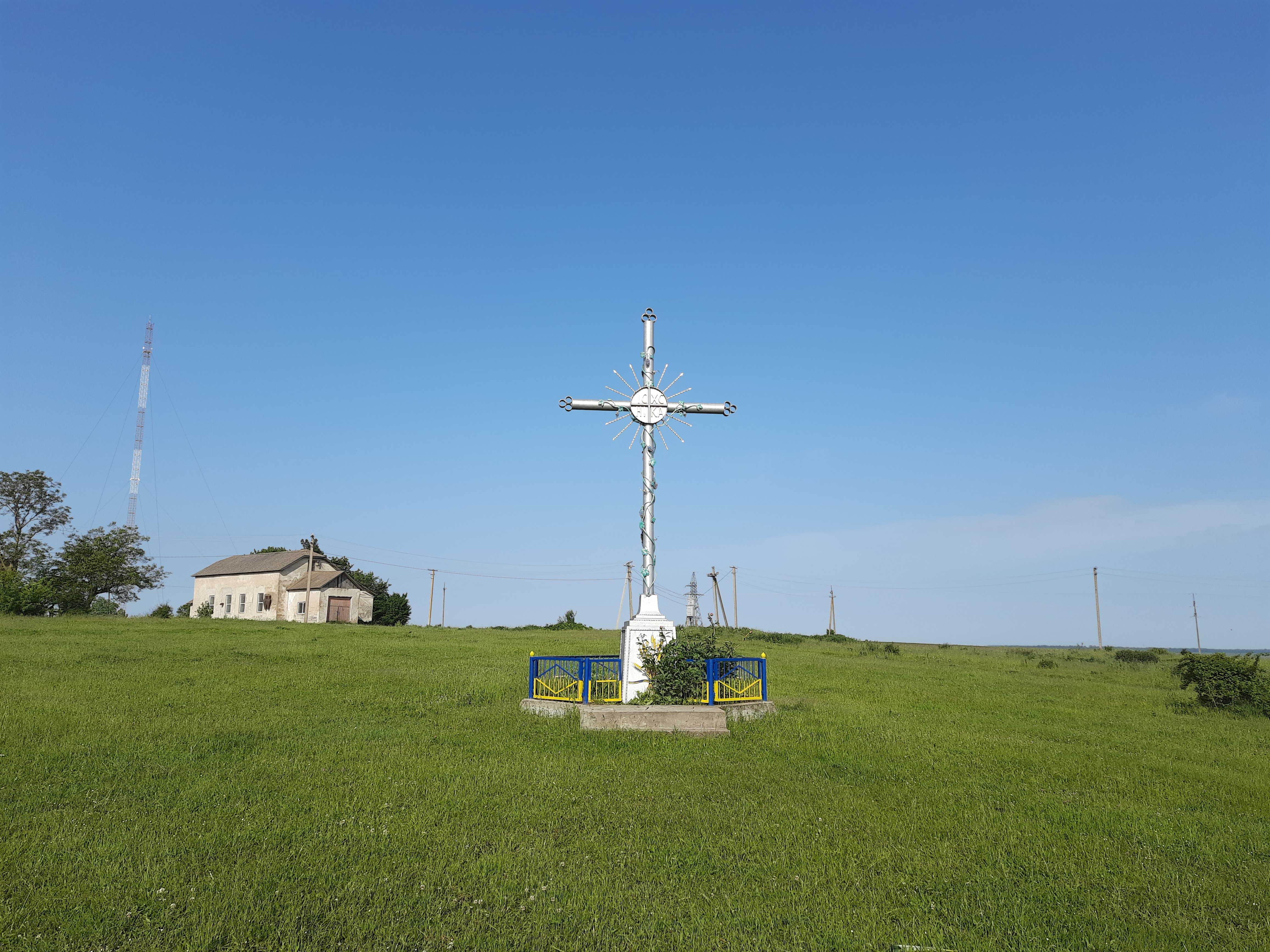
Пам'ятний хрест на околиці села

Ни́жбірок — село в Україні, у Васильковецькій сільській громаді Чортківського району Тернопільської області. 

## Географія
Село Нижбірок розташоване у межиріччі річок Тайни та Нічлави, у південній частині Волино-Подільської височини на 49° 08' північної широти, 26° 02' східної довготи; 288 м над рівнем моря.
Село оточене лісами, де бере початок притока Збруча — річка Тайна. Колись воно називалося Нижній Бір і було розташоване у так званій Дубині, або, як ще називають, Макітрі, що розташована між Крогульцями і нашим теперішнім селом.
Розташоване на півночі району. Колишній районний центр Гусятин розташований за 16 км, 3 км до найближчої залізничної станції Крогульці, 12 км  до залізничної станції Копичинці.  На відстані 43 км розташоване місто Теребовля. Відстань до обласного центру — Тернополя — 73 км.

### Клімат
Нижбірок знаходяться в межах вологого континентального клімату із теплим літом. Але діяльність людини досить часто призводить до екоциду, поганих змін та глобального потепління. Рівень наповнення річок водою по області становить лише 20 % від необхідного стандарту, значна частина земної поверхні стає посушливою. Для покращення ситуації варто було б проводити ревайлдинг, відновлювати екосистеми та лісові насадження.

## Назва
Спочатку називалося Нижній Бір, з 1564 року Новий Нижбірок, до 1966 року — Новий Нижбірок, теперішня назва — з 1966 року.

## Історія
Спливають години, дні, роки, століття. Час стер із пам'яті людей події, якими жив Нижбірок. Все менше й менше залишається живих свідків навіть недалекого нашого минулого. Науковці ще й досі не виявили багато історичних документів, чимало з них назавжди втрачені. Тому й не дивно, що молоде покоління не знає історії рідного краю, міста чи села.
Історія давнього села Нижбірок — не виняток серед поселень нашого краю. Переконані, що глибокого наукового погляду на історію села ще не висвітлено — на це є відомі об'єктивні й суб'єктивні причини. Лише за умови ознайомлення з усіма документами прадавнього походження і славної минувшини Нижбірка, недоступних для широкого загалу, з'явиться реальна можливість видати правдивий історичний опис нашого села.   
 Все, про що йдеться у цих розповідях, відділено від нас десятиліттями, сотнями років. Справді, здається, величезна відстань розділила сьогоднішній успішний світ і той, страшний, зниклий.
Але чи справді зник і чи  такий далекий? І чи можна зволити йому зникнути, стертися з пам'яті, щоб ми жили так, ніби його не було ніколи?
Ні, ні! Змінилися покоління, і кожне має щось своє. Але друже мій, ти повинен іноді зупинитися, стишити крок, зробити передишку, ступити в тишу книжкових сторінок, щоб побачити те, інше життя, що з останніх сил захищало себе і своє продовження — нас усіх, відкриваючи в собі найголовніше.
Іди, дорогий читачу, вбирай в себе все, що тут сказано. І нехай твоя уява, твоя здатність переживати і співчувати перенесуть тебе в минуле, нехай дозволять тобі почути живі голоси горя, праведної любові, відчаю, гніву, болю.
І тоді через біль, через повну пам'ять про минуле прийди до обновленого почуття громадянства, відповідальності за свою країну, за благо народу.
Звертаюся особливо до юних. Молодість повинна взнати іншу молодість, відчути стук іншого молодого серця, інше прискорене, тривожне дихання..! Дихання загнаного, але непереможеного.
І коли ти, дорогий читачу, це відчуєш, то зв'яжеться ланцюжок часу, і покоління відчують одне одного, і ніщо із того, що сталося, не буде даремним.
           Олександра Іванівна Слободян, вчитель-пенсіонер

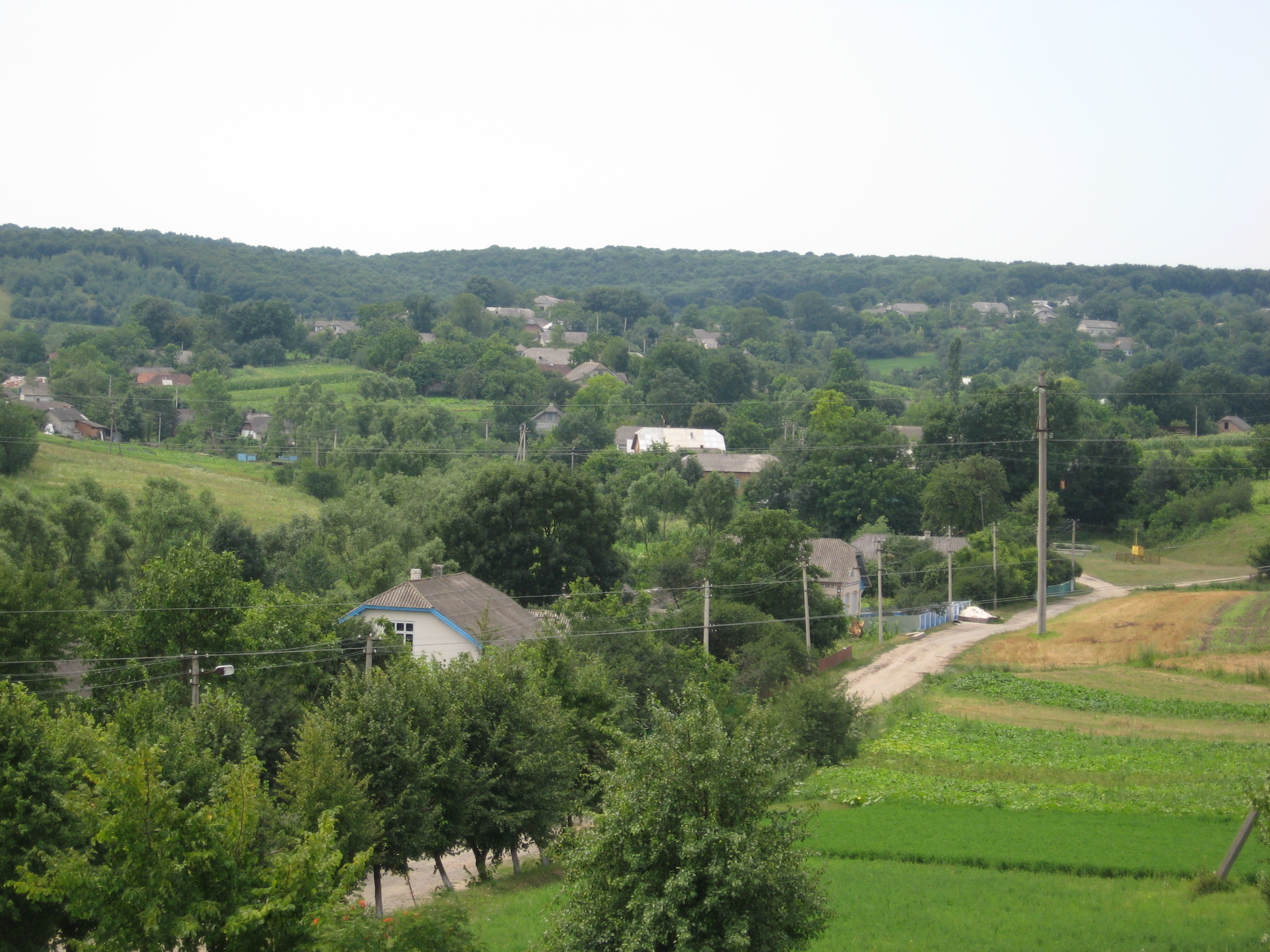

З 1363 року ця територія входила до володінь литовського князя Ольгерда, а з 1434 року — стає пограниччям між Руським та Подільським воєводствами.
Перша писемна згадка — 1564 року.
Діяли українські товариства «Просвіта», «Луг», «Союз українок» та інші, кооперативу.
Товариство «Просвіта»
Проти насадження москвофільської ідеології виступають свідомі представники укр. народу, яких, на жаль, на той час було ще дуже небагато. Проте, вже з початку ХХ ст. москвофільство втрачає свої позиції, наслідком чого стає занепад багатьох читалень товариства ім. М.Качковського, а ті, які продовжували свою роботу, поступово переходять у підпорядкування товариства «Просвіта».  Після І світової війни москвофіли остаточно втрачають свій вплив і в селі читальню імені Качковського змінено на «Просвіту».
Основними формами роботи читалень «Просвіти» було читання популярної літератури та часописів, організація аматорських театральних вистав, різноманітних літературно-музичних вечорів, організація різнотематичних відчитів (лекцій) та святкувань українських національних свят.
Ще одним важливим напрямком роботи читалень була ліквідація безграмотності українського населення Галичини, тобто в багатьох населених пунктах читальні замінили собою школи.
Окремо слід виділити й економічну діяльність читалень. Оскільки економічні товариства на той час не мали готового апарату філій, «Просвіта» та інші українські культурно-просвітні товариства поклали на читальні й завдання економічно-господарського просвітництва. Наслідком цього стало створення при читальнях великої кількості крамниць, шпихлірів (колективних зерносховищ), кас позичкових і ощадних.  Це заклало підвалини подальшого зростання економічного добробуту населення регіону.
Читальну бібліотеку засновано у 1900 році.
Діяльність «Просвіти» протягом 01.07.1927 по 30.06.1928 р.
1.    Керівник — священик Северин Шанковський,
2.    заступник — Данило Олексюк, (Був свідомий українець. У 1912 році поїхав на заробітки в США. Пробув там 8 років. У 1920 році повернувся. Активний член «Просвіти». Було їх 9 в сім'ї: 6 синів і 3 дочки).
3.    секретар — Гринько Сверлик,
4.    скарбник — Іван Дубліч
5.    Бібліотекар — Федьків Петро
6.    Господар — Бойко Олекса.
Член виділу — Олексюк Гринько,
1-й заступник — Іван Гура
2-й заступник — Стойко Олекса
Ревізійна комісія:
1-й член: Процків Ілько,
2-й: Процишин Іван
3-й: Гура Северин.
Протягом року відбулося 6 засідань, про збори читальні повідомляли філію в Копичинцях. Люди сходяться до читальні в неділі і свята. Пані Шанковська вела роботу з жінками.
Роковини Т. Г. Шевченка святкували 8.12. 1927 року. Найбільш активним членом «Просвіти» був Данило Олексюк.
В складі читальні — 150 чоловік (99 чоловіків і 51 жінка). Членський внесок становив 1 злотий, для молоді — 0,5 зл.
Цього року 2 громадян вписалися в члени Товариства Просвіта у Львові.
У бібліотеці було 157 книжок, часописи «Свобода». «Український голос», «Правда». Гроші на книжки для поповнення бібліотеки витрачали з вистав. В бібліотеці створено каталог книг, книги знаходилися в окремій шафі.  Читачів найбільше цікавили книги історичного змісту, господарські. Бібліотека мала каталог книг, які знаходилися на складі Товариства Просвіта.
Театральний кружок, який мав 26 членів, протягом року дав 8 вистав, весь прибуток від них використали на добудову читальні.
Велася касова книга, книга протоколів засідань Виділу, книга членів, список книжок, книга позичальників.
Читальня мала власний дім (ліплений), його вартість 2508 злотих, записаний на товариство ім. Качковського. Загальна вартість рухомого і нерухомого майна — 3208 злотих.
В частині дому була кооператива «Єдність».
Товариство «Луг» в селі було засновано  у 1925 році.
Селяни зібралися в читальні і обговорювали питання про створення товариства. Разом написали листа до «Великого Лугу» у м. Львів. Скоро одержали схвальну відповідь і село збагатилося ще однією українською установою. Ініціаторами заснування товариства були такі жителі села: Микола Боднар, Йосиф Сверлик, Микола Рабський, Антін Олексюк, Гілько Мимрик, Микола Качур, Микола Іванків, Степан Процишин, Гринько Олексюк, Олекса Стойко.
21 вересня 1925 року в 2 годині після обіду відбулися загальні збори «Лугу». Збори відкрив Микола Боднар в присутності начальника громади Петра Хоростковського. Вибрано управу: Микола Боднар — голова, Денис Олійник — заступник, Микола Іванків — секретар, Йосиф Олексюк — скарбник.
4 заступники: Петро Федьків, Іван Гащин, Олекса Стойко, Гринько Олексюк.
1936 рік, керівництво «Лугу»
Керівник — Іван Козак
Секретар — Іван Козак, син Семка
Скарбник — Богдан Іванків.
«Луг» був численною організацією. Військового вишколу його навчали ті, що повернулися з армії. Всі «луговики» разом читали газету «Вісті з Лугу».
12 червня 2020 року, відповідно до розпорядження Кабінету Міністрів України № 724-р «Про визначення адміністративних центрів та затвердження територій територіальних громад Тернопільської області» увійшло до складу Васильковецької територіальної громади.
19 липня 2020 року, в результаті адміністративно-територіальної реформи та ліквідації Гусятинського району, село увійшло до складу новоутвореного Чортківського району.

## Населення

### Мова
Розподіл населення за рідною мовою за даними перепису 2001 року:
| Мова            | Кількість | Відсоток |
| --------------- | --------- | -------- |
| українська      | 1353      | 99.71%   |
| російська       | 2         | 0.15%    |
| румунська       | 1         | 0.07%    |
| інші/не вказали | 1         | 0.07%    |
| Усього          | 1357      | 100%     |

## Політика

### Парламентські вибори, 2019
На позачергових парламентських виборах 2019 року у селі функціонувала окрема виборча дільниця № 610239, розташована у приміщенні будинку культури.
Результати
- зареєстровано 915 виборців, явка 57,92%, найбільше голосів віддано за «Слугу народу» — 46,39%, за Всеукраїнське об'єднання «Батьківщина» — 17,49%, за Радикальну партію Олега Ляшка — 9,51%.[4] В одномандатному окрузі найбільше голосів отримав Ігор Сопель (Слуга народу) — 42,13%, за Миколу Люшняка (самовисування) — 16,54%, за Володимира Бліхаря (Всеукраїнське об'єднання «Батьківщина») — 13,58%[5].

## Мікротопоніми
Село складається з таких частин:
- Пастівник,
- Передмістя,
- Підліс,
- Шляхотчина,    До 1946 року Шляхотчина була окремим селом. Назву свою отримала від того, що жили там поляки — учасники польського повстання 1830 -1831 рр., які після його придушення втекли сюди від репресій російського царизму. Полонізація краю починається з 1349 року – часу захоплення Польщею Західного Поділля. З тих пір у селі поселились поляки, а так як вважали себе вихідцями родин, стали іменувати себе шляхтою, від чого і пішла назва села Шляхотчина. Назва збереглась досі, хоч поляків там не стало з 1976 року.   Окупувавши наші землі польські королі стали роздавати їх своїм вельможам, перетворюючи місцевих українців у своїх кріпаків. З метою закріплення на дарованих їм землях людям польської національності дають можливість придбати кращі землі, допомагають у будівництві римо-католицьких костелів. Такий костел був побудований і у нашому селі. При нім польський священик – експозит, що обслуговував Нижбірки, сусідні села Мишківці та Целіїв. Він зберігся і до наших днів.   Не мирячись з кріпосницькою залежністю, жителі села піднімають повстання, про що свідчать судові акти Руського воєводства. Шляхетський Нижбірок був давньою колонією польських повстанців типу «ходачкової шляхти», що поженилися були з місцевими дівчатами.  Після першого поділу Польщі (1772р.) у складі Чортківського «Циркулу» село належить австрійській короні. В ХІХ ст. австрійська влада виділяє Шляхотчину в окреме село. Таким чином на спільній території поблизу одне одного розташовані два села Новий Нижбірок та Шляхотський Нижбірок або Шляхотчина.
- Кут,
- Попівщина,
- Кінець,
- Колонія.

До 1946 року Шляхотчина була окремим селом. Назву свою отримала від того, що жили там поляки — учасники польського повстання 1830 − 1831 рр., які після його придушення втекли сюди від репресій російського царизму.

## Пам'ятки
Є церква Пресвятої Трійці (близько 1700, мурована, реставрована 1897).
Споруджено пам'ятник воїнам-односельцям, полеглим у німецько-радянській війні (1967, скульптор В. Свідер), насипано символічну могилу Борцям за волю України (1991).

## Соціальна сфера
Працюють ЗОШ 1-3 ступ., клуб, бібліотека, ФАП, відділення зв'язку.

## Відомі люди

### Народилися
- Пилипів М. — громадський діяч.
- найімовірніше, Січинський Андрій — адвокат, громадсько-політичний діяч, брат о. Миколи Січинського.[6]
- Січинський Микола (1850—1894) — громадський діяч, священик УГКЦ, посол Галицького сейму, батько українського громадсько-політичного діяча Мирослава Січинського та власниці "Першої української фабрики цукерок «Фортуна Нова» (1922—1939 роки) Климентини Авдикович.
- Михайло Процишин — український військовий, командир танкового взводу, загинув у бою біля с. Лукашівки Чернігівської обл.

### Проживали
Маліброда Олег  — український священник.